# Worthing Thunder
I Worthing Thunder sono una società cestistica avente sede a Worthing, in Inghilterra.
Milita nella massima divisione del Regno Unito, la British Basketball League

## Roster 2009-2010
| 4  | Stati Uniti (bandiera)                      | Sherrad Prezzie-Blue | Guardia     |
| 6  | Regno Unito (bandiera)                      | Liam Mitchell        | Guardia     |
| 7  | Regno Unito (bandiera)                      | Daniel Midgley       | Guardia/Ala |
| 8  | Lettonia (bandiera)                         | Janis Ivanovskis     | Ala/Centro  |
| 9  | Regno Unito (bandiera) · Italia (bandiera)  | Samuel Cricelli      | Ala         |
| 10 | Canada (bandiera) · Regno Unito (bandiera)  | Ryan Marrast         | Guardia/Ala |
| 12 | Stati Uniti (bandiera) · Liberia (bandiera) | Kadiri Richard       | Ala/Centro  |
| 13 | Regno Unito (bandiera)                      | James Brame          | Guardia     |
| 20 | Stati Uniti (bandiera)                      | Reggie Bratton       | Guardia/Ala |
| 21 | Regno Unito (bandiera)                      | Daniel Hildreth      | Guardia     |
| 22 | Finlandia (bandiera)                        | Ville Mäkäläinen     | Ala         |
|    | Lituania (bandiera)                         | Evaldas Zabas        | Guardia     |
|    |                                             |                      |             |